# Seufyann Sayad
Pour les articles homonymes, voir Sayad.
Seufyann Sayad, né le 1er novembre 1979 à Sélestat, est un handballeur franco-marocain.
Il mesure 1,90 m pour 88 kg et évolue au poste d'arrière gauche ou demi-centre. Après avoir été sélectionné 17 fois en équipe de France entre 2000 et 2005, il a revêtu en janvier 2012 le maillot marocain au cours de la CAN 2012 où il a été élu meilleur joueur (MVP),.

## Carrière
Formé au SC Sélestat handball, il est très vite considéré comme l'un des grands espoirs du handball français et possible successeur de Jackson Richardson.
En décembre 2000, à l'âge de 21 ans, il est appelé pour la première fois en équipe de France lors du Challenge Marrane pour remplacer Jackson Richardson, laissé au repos. Cependant, Daniel Costantini est clair avec lui et lui précise qu'il ne participera pas au championnat du monde de 2001 où la France devient championne du monde à domicile.
Dans le viseur de nombreuses grandes équipes, il rejoint le club du Chambéry Savoie Handball en 2002. Après une bonne première saison, la suite sera moins glorieuse, le joueur étant miné par les blessures.
En 2004, il décide de se relancer au Toulouse Union Handball. Encore une fois, il est touché par diverses blessures et peine à confirmer les grands espoirs placés en lui.
Au début de la saison 2006, à la surprise générale, il quitte la France pour l'Espagne et le CB Cangas, un club de deuxième division espagnole. Malheureusement, le sort s'acharne et le Sélestadien se rompt les ligaments du genou en novembre 2006 : sa saison 2006-2007 est une saison blanche. Il décide de poursuivre l'aventure espagnole et signe à Almeria, en Liga Asobal, pour la saison 2007-2008, puis à Pontevedra.
En juin 2009, après des saisons de galère, il décide revenir en France au club du HBC Nantes afin de se relancer.
En janvier 2012, il revêt pour la première fois le maillot de l'équipe nationale du Maroc au cours de la CAN 2012 d'où il revient avec une belle 4e place et un titre de meilleur joueur de la compétition (MVP) ,.
Après 5 saisons ponctuées de hauts et de bas, son contrat n'est pas prolongé à l'issue de la saison 2013-2014. En juillet 2015, après une saison blanche, il signe, à presque 36 ans, pour une saison pour le club de Puerto Sagunto qui évolue en Liga Asobal.

## Palmarès

### En équipes nationales
En Équipe de France
- 17 sélections et 17 buts entre 2000 et 2005
- 4e du Championnat du monde espoir en 1999
- 7e des Jeux méditerranéens de 2005[8]

En Équipe du Maroc
- 4e et meilleur joueur au Championnat d'Afrique des nations 2012

### En club
Compétitions nationales
- Vice-champion de France en 2003
- Finaliste de la Coupe de la Ligue en 2013

Compétitions internationales
- Finaliste de la Coupe de l'EHF (C3) en 2013